# الطالب ولد المحجوب
الطالب ولد المحجوب مهندس وسياسي موريتاني يشغل منذ 22 ذو الحجة 1444 منصبَ عمدة بلدية تفرغ زينة، إحدى البلديات المكونة للعاصمة الموريتانية نواكشوط. كان مديرا للمرصد الوطني للتشغيل التابع للوكالة الوطنية الموريتانية لتشغيل الشباب، ومديرا مساعدا في المكتب الوطني الموريتاني للإحصاء.